# Émilie Lefel
Émilie Lefel (Lens, 25 de agosto de 1988) es una deportista francesa que compite en bádminton, en la modalidad de dobles.
Ganó una medalla de plata en el Campeonato Europeo de Bádminton de 2018. En los Juegos Europeos de Minsk 2019 obtuvo una medalla de bronce.

## Palmarés internacional
| Juegos Europeos    | Juegos Europeos     | Juegos Europeos   | Juegos Europeos |
| Año                | Lugar               | Medalla           | Prueba          |
| ------------------ | ------------------- | ----------------- | --------------- |
| 2019               | Minsk (Bielorrusia) | Medalla de bronce | Dobles          |
| Campeonato Europeo |                     |                   |                 |
| Año                | Lugar               | Medalla           | Prueba          |
| 2018               | Huelva (España)     | Medalla de plata  | Dobles          |